# Jonoforeza
Zasugerowano, aby zintegrować ten artykuł z artykułem jontoforeza. Nie opisano powodu propozycji integracji.
Jonoforeza – jedno z fizykochemicznych zjawisk elektrokinetycznych, polegające na ruchu jonów – produktów dysocjacji elektrolitycznej – w roztworach wzdłuż linii sił pola elektrycznego (zob. też elektroforeza, przemieszczanie się różnych cząstek obdarzonych ładunkiem). We współczesnym języku potocznym jonoforezie jest przypisywane węższe znaczenie – zabiegu elektroleczniczego lub kosmetycznego, nazywanego również elektroforezą lub jontoforezą (wprowadzanie do tkanek np. leków przeciwbólowych i przeciwzapalnych lub jonów ułatwiających zrosty kostne).